# Conferència i Taller sobre Sistemes de Processament d'Informació Neural
La Conferència i Taller sobre Sistemes de Processament d'Informació Neural (abreujat com a NeurIPS i anteriorment NIPS) és una conferència d'aprenentatge automàtic i neurociència computacional que se celebra cada desembre. Actualment, les jornades són una trobada de doble via (via única fins al 2015) que inclou xerrades convidades, així com presentacions orals i pòsters de comunicacions arbitrades, seguits de tallers paral·lels que fins al 2013 es feien a les estacions d'esquí.
La reunió de NeurIPS es va proposar per primera vegada l'any 1986 a la reunió anual de Snowbird sobre xarxes neuronals per a la informàtica, només per invitació, organitzada per l'Institut Tecnològic de Califòrnia i els Laboratoris Bell. NeurIPS va ser dissenyat com una reunió interdisciplinària oberta complementària per a investigadors que exploren xarxes neuronals biològiques i artificials. Reflectint aquest enfocament multidisciplinari, NeurIPS va començar el 1987 amb el teòric de la informació Ed Posner com a president de la conferència i el teòric de l'aprenentatge Yaser Abu-Mostafa com a president del programa. La investigació presentada a les primeres reunions de NeurIPS incloïa una àmplia gamma de temes, des dels esforços per resoldre problemes purament d'enginyeria fins a l'ús de models informàtics com a eina per comprendre els sistemes nervis biològics. Des d'aleshores, els corrents d'investigació dels sistemes biològics i artificials han divergit, i els recents procediments de NeurIPS han estat dominats per articles sobre aprenentatge automàtic, intel·ligència artificial i estadístiques.
Des de 1987 fins a 2000, NeurIPS es va celebrar a Denver, Estats Units. Des de llavors, la conferència es va celebrar a Vancouver, Canadà (2001–2010), Granada, Espanya (2011) i Lake Tahoe, Estats Units (2012–2013). Els anys 2014 i 2015, la conferència es va celebrar a Mont-real, Canadà, a Barcelona el 2016, a Long Beach, Estats Units el 2017, a Mont-real, Canadà el 2018 i Vancouver, Canadà el 2019. Com a reflex dels seus orígens a Snowbird, Utah, la reunió va anar acompanyada de tallers organitzats en una estació d'esquí propera fins al 2013.
Juntament amb l'aprenentatge automàtic i la neurociència, altres camps representats a NeurIPS inclouen la ciència cognitiva, la psicologia, la visió per ordinador, la lingüística estadística i la teoria de la informació. Amb els anys, NeurIPS es va convertir en una conferència principal sobre aprenentatge automàtic i, tot i que el "Neural" de l'acrònim NeurIPS s'havia convertit en una mena de relíquia històrica, el ressorgiment de l'aprenentatge profund a les xarxes neuronals des del 2012, impulsat per ordinadors més ràpids i grans dades, ha donat lloc a èxits en reconeixement de parla, reconeixement d'objectes en imatges, subtítols d'imatges, traducció d'idiomes i rendiment del campionat mundial en el joc de Go, basat en arquitectures neuronals inspirades en la jerarquia d'àrees de l'escorça visual (ConvNet) i aprenentatge de reforç. inspirat en els ganglis basals (aprenentatge de la diferència temporal).